# Sismos da Turquia e Síria de 2023
Os sismos da Turquia e Síria de 2023 ocorreram em 6 de fevereiro de 2023, quando dois sismos atingiram o sul e o centro da Turquia e o norte e o oeste da Síria. O primeiro sismo ocorreu 34 km a oeste da cidade de Gaziantepe, às 04h17 TRT (01h17 UTC), com uma magnitude de pelo menos 7,8 MW e uma intensidade máxima de Mercalli de XII. O segundo sismo de 7,7 MW ocorreu nove horas após o primeiro, centrado 95 km ao norte-nordeste da Turquia, na província de Kahramanmaraş com intensidade máxima de Mercalli de X. Houve danos generalizados e dezenas de milhares de mortes. O primeiro sismo é o mais forte e mortal na Turquia desde o sismo de Erzinjane de 1939, de mesma magnitude, junto com o qual é o mais forte na Turquia desde o sismo na Anatólia do Norte de 1668. O sismo também é o mais mortal na Síria desde 1822. É um dos sismos mais fortes já registrados no Levante, e o mais mortal em todo o mundo desde o sismo do Haiti de 2010. Sentiu-se em Israel, Líbano, Chipre e na costa do Mar Negro da Turquia.
Os sismos foram seguidos por mais de 2 100 réplicas. A sequência sísmica foi o resultado de falha transcorrente rasa. Até 9 de março de 2023, mais de 52 mil mortes foram relatadas; mais de 46 mil na Turquia e mais de 6 mil na Síria. Feriram-se pelo menos outras 129 mil pessoas. Uma grande tempestade de inverno prejudicou os esforços de resgate, provocando a queda de neve nas ruínas e a queda das temperaturas. Devido às temperaturas congelantes na área, os sobreviventes, especialmente aqueles presos sob os escombros, correram grande risco de hipotermia. Estima-se que os sismos tenham causado danos no valor de 100 bilhões de dólares na Turquia, tornando-se o quarto sismo que causou mais danos na história, e um dos desastres naturais mais mortais já registrados.

## Configuração tectônica

### Geologia

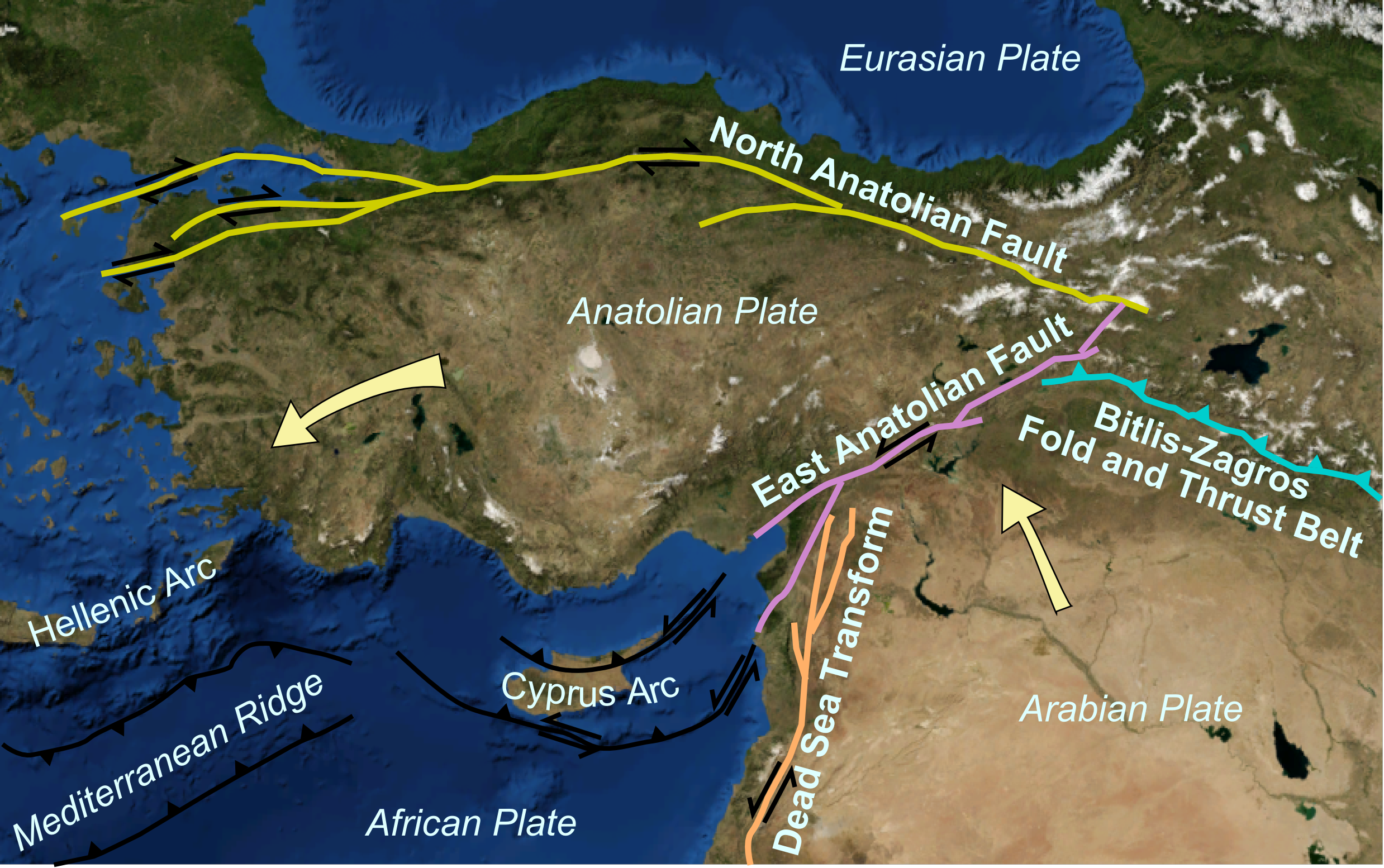
Mapa da Placa da Anatólia, com a Falha Oriental da Anatólia.

A localização preliminar do sismo o coloca nas proximidades de uma junção tripla entre as placas da Anatólia, Arábia e África. O mecanismo e a localização do sismo são consistentes com o sismo ocorrido na zona da Falha Oriental da Anatólia ou na zona da falha da Transformada do Mar Morto. A Falha Oriental da Anatólia acomoda a extrusão da Turquia para o oeste no Mar Egeu, enquanto a Transformada do Mar Morto acomoda o movimento para o norte da península da Arábia em relação às placas da África e da Eurásia.
A Falha Oriental da Anatólia é uma falha transformante de 700 km de comprimento que forma a fronteira entre as placas da Anatólia e da Arábia. As taxas de escorregamento da exibição de falha diminuem do leste em 10 mm por ano para o oeste, onde é de 1 a 4 mm por ano. A falha produziu grandes sismos em 1789 (7,2 MW), 1795 (7,0 MW), 1872 (7,2 MW), 1874 (7,1 MW), 1875 (6,7 MW), 1893 (7,1 MW) e 2020 (6,8 MW). Esses sismos romperam segmentos individuais da falha. Os segmentos Palu e Pütürge sismicamente ativos no leste exibem um intervalo de recorrência de cerca de 150 anos para sismos 6,8–7,0 MW. Os segmentos Pazarcık e Amanos no oeste têm intervalos de recorrência de 237–772 anos e 414–917 anos, respectivamente para sismos 7.0–7.4 MW.
A Transformada do Mar Morto estende-se de norte a sul do Mar Vermelho até a junção tripla de Maras, onde encontra a Falha Oriental da Anatólia. A parte norte da falha lateral esquerda, no sul da Turquia, foi a fonte de pelo menos 14 grandes sismos históricos. Mais recentemente, produziu dois sismos de grande magnitude em 1822 e 1872. O sismo de 1872 matou ao menos 1 800 pessoas. Sismos em 115, 526 ou 525, 587, 1169 ou 1170 e 1822 resultaram em várias dezenas de milhares a várias centenas de milhares de mortes, respectivamente.

### Sismicidade
A região onde ocorreu o sismo é relativamente tranquila sismologicamente. Desde 1970, apenas três sismos de magnitude 6 ou maior ocorreram dentro de 250 km do sismo de 6 de fevereiro. O maior deles, de magnitude 6,7, ocorreu a nordeste do sismo de 6 de fevereiro, em 24 de janeiro de 2020. Todos esses sismos ocorreram ao longo ou nas proximidades da Falha Oriental da Anatólia. Apesar da relativa quietude sísmica da área epicentral em 6 de fevereiro, o sul da Turquia e o norte da Síria sofreram sismos significativos e prejudiciais no passado. Aleppo, na Síria, foi devastada várias vezes historicamente por grandes sismos, embora os locais precisos e as magnitudes desses sismos só possam ser estimados. Aleppo foi atingida por um estimado sismo de magnitude 7,1 em 1138, e por um estimado sismo de magnitude 7,0 em 1822. As estimativas de fatalidade do sismo de 1822 foram de 20 000 a 60 000. Em 1114, a cidade de Marash sofreu um sismo que matou 40 000 pessoas.

## Sismos

### Primeiro sismo

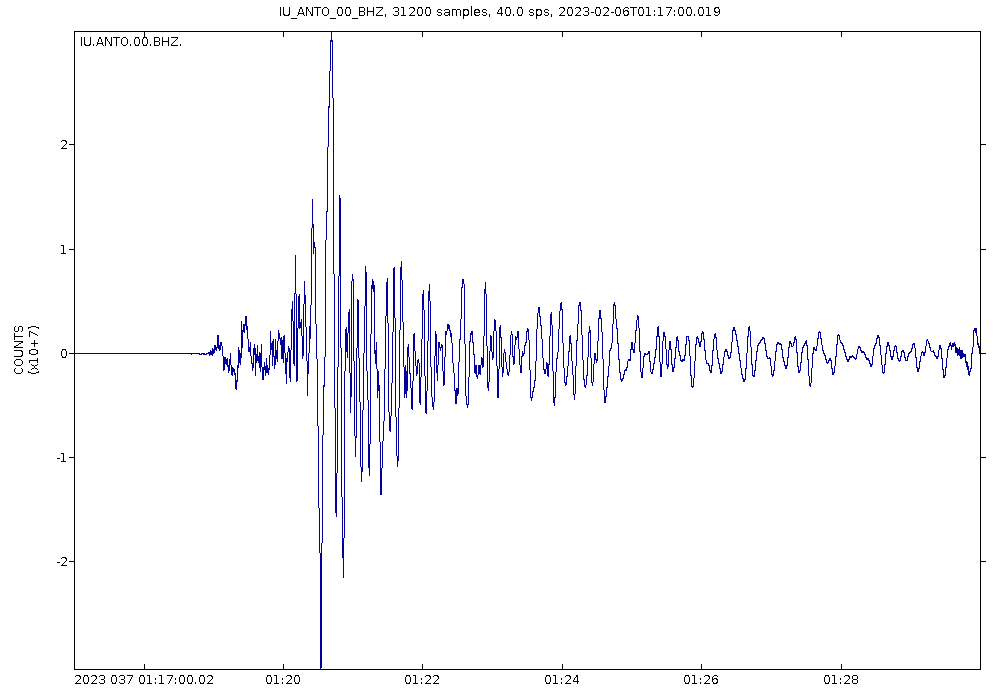
Sismograma do sismo de magnitude 7,8 M_{W}

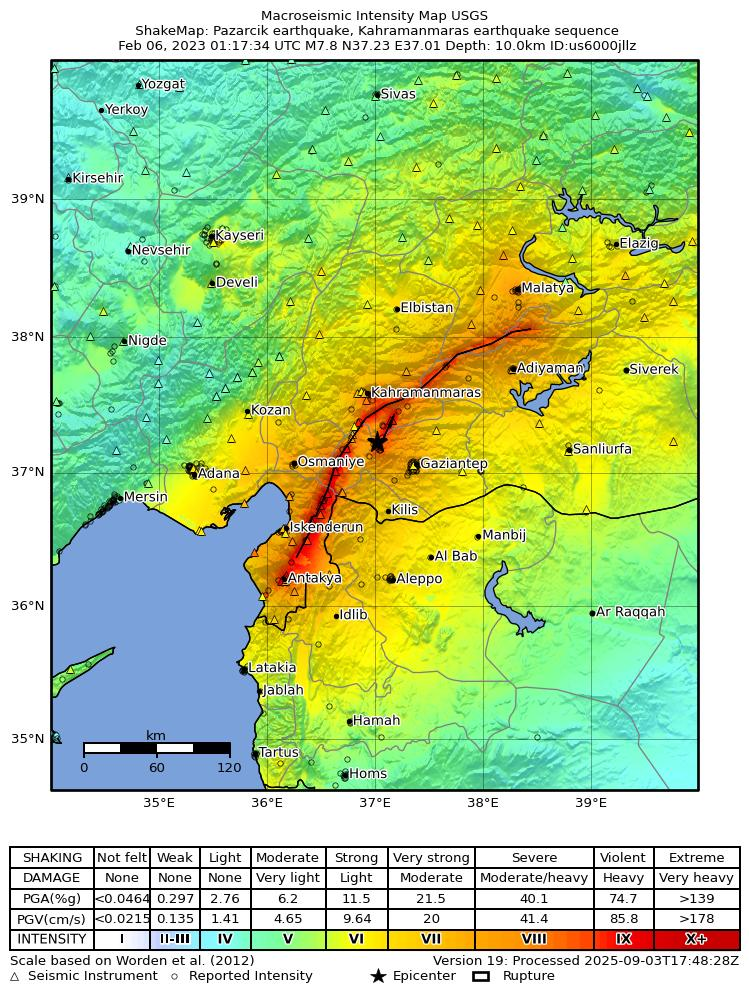
Um mapa do movimento forte do solo do sismo de magnitude 7,8

O Serviço Geológico dos Estados Unidos (USGS) mediu o sismo na magnitude de momento 7,8 (MW), enquanto o GEOSCOPE relatou uma magnitude de 8,0 MW, e o Tensor do Momento Centróide Global (GCMT) o mediu em 7,8 MW. O sismo teve epicentro a leste de Gaziantepe, na província de Gaziantepe, perto da fronteira com a Síria. O choque teve um mecanismo focal correspondente à falha transcorrente rasa. A ruptura ocorreu em uma falha noroeste-sudeste, com mergulho nordeste ou em uma falha noroeste-sudeste, com mergulho noroeste. O USGS estimou uma dimensão de ruptura de aproximadamente 190 km de comprimento e 25 km de largura. Um professor de geofísica da Universidade de Ciência e Tecnologia King Abdullah, na Arábia Saudita, disse que o sismo pode ter rompido mais de 300 km de falha. É o sismo mais forte já registrado na história da Turquia, igualando o sismo de Erzinjane de 1939, e globalmente o maior sismo já registrado desde agosto de 2021.
O primeiro sismo teve uma réplica de 6,7 MW que ocorreu cerca de 11 minutos após o sismo principal. Houve 25 réplicas de magnitude 4,0 W ou mais registradas dentro de seis horas após o sismo principal, de acordo com o USGS. Mais de 12 horas depois, o USGS relatou pelo menos 54 réplicas de magnitude 4,3 ou superior, enquanto a Presidência Turca de Gerenciamento de Emergências e Desastres (AFAD) registrou pelo menos 120 réplicas. Os tremores dos dois sismos principais foram detectados em lugares tão distantes quanto a Dinamarca e a Groenlândia.

### Segundo sismo

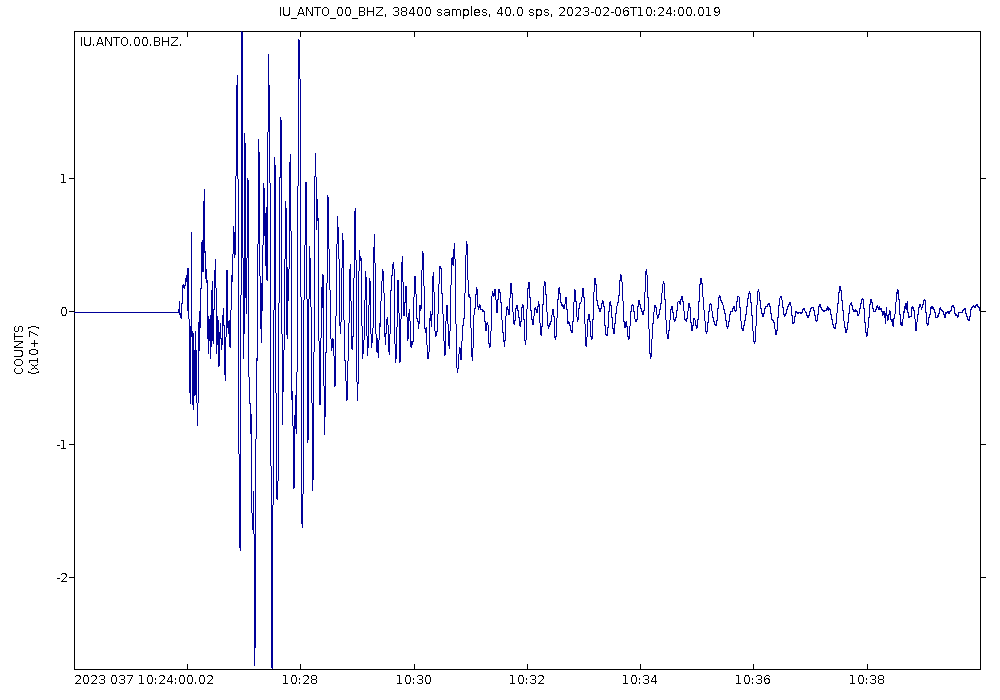
Sismograma do sismo de magnitude 7,7 M_{W}

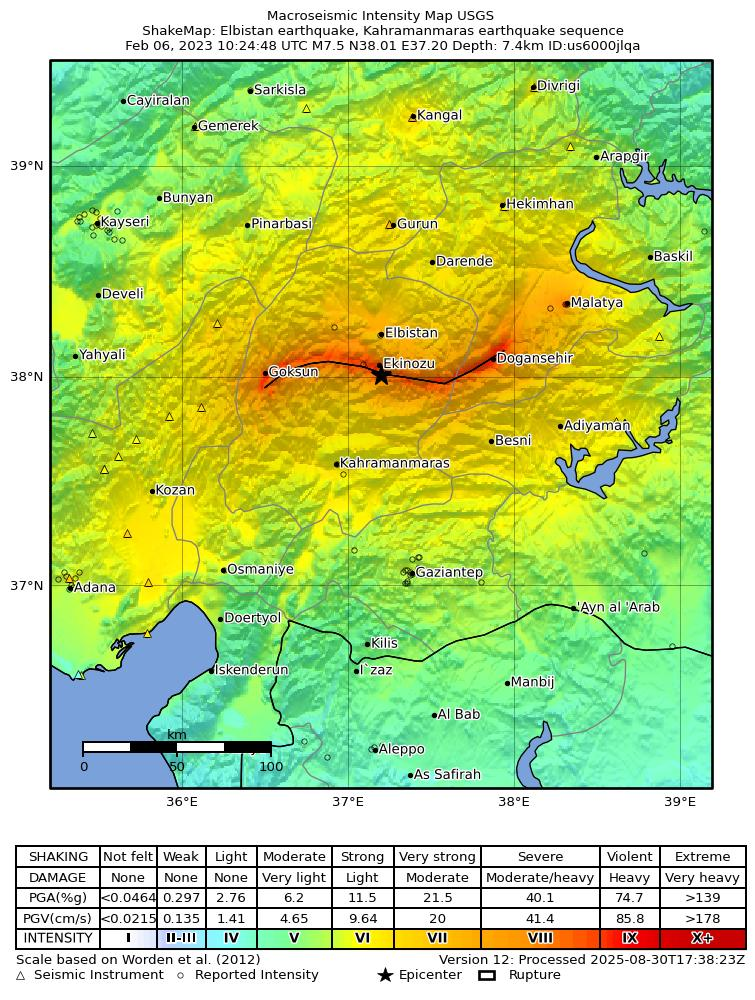
Um mapa do movimento forte do solo do sismo de magnitude 7,7

Um segundo sismo medindo 7,7 MW se passou cerca de 9 horas depois, com um epicentro de 4 km, ao sul-sudeste de Ekinözü, na província de Kahramanmaraş. O sismo rompeu-se ao longo de uma falha transcorrente leste-oeste, mergulho norte ou norte-sul, mergulho leste. O USGS disse que o sismo pode ter rompido uma falha separada com dimensões de aproximadamente 120 km de comprimento e 18 km de largura. Seguiu-se uma réplica de 6,0 mb.
| Data            | Horário (UTC) | M   | MMI  | Profundidade      | Ref.   |
| --------------- | ------------- | --- | ---- | ----------------- | ------ |
| 6 de fevereiro  | 01h17         | 7,8 | XI   | 17,9 km (11,1 mi) | [ 22 ] |
| 6 de fevereiro  | 01h26         | 5,6 | VII  | 17,0 km (10,6 mi) | [ 36 ] |
| 6 de fevereiro  | 01h28         | 6,7 | VIII | 14,5 km (9,0 mi)  | [ 30 ] |
| 6 de fevereiro  | 01h36         | 5,6 | VII  | 10,0 km (6,2 mi)  | [ 37 ] |
| 6 de fevereiro  | 01h58         | 5,1 | –    | 10,0 km (6,2 mi)  | [ 38 ] |
| 6 de fevereiro  | 02h03         | 5,5 | VIII | 10,0 km (6,2 mi)  | [ 39 ] |
| 6 de fevereiro  | 02h23         | 5,2 | IV   | 11,4 km (7,1 mi)  | [ 40 ] |
| 6 de fevereiro  | 04h18         | 5,0 | VI   | 14,5 km (9,0 mi)  | [ 41 ] |
| 6 de fevereiro  | 06h26         | 5,0 | –    | 10,0 km (6,2 mi)  | [ 42 ] |
| 6 de fevereiro  | 10h24         | 7,7 | X    | 10,0 km (6,2 mi)  | [ 35 ] |
| 6 de fevereiro  | 10h26         | 6,0 | VI   | 20,1 km (12,5 mi) | [ 43 ] |
| 6 de fevereiro  | 10h35         | 5,8 | VII  | 10,0 km (6,2 mi)  | [ 44 ] |
| 6 de fevereiro  | 10h51         | 5,7 | VII  | 10,0 km (6,2 mi)  | [ 45 ] |
| 6 de fevereiro  | 11h01         | 5,0 | –    | 10,0 km (6,2 mi)  | [ 46 ] |
| 6 de fevereiro  | 11h05         | 5,2 | –    | 10,0 km (6,2 mi)  | [ 47 ] |
| 6 de fevereiro  | 12h02         | 6,0 | VII  | 10,0 km (6,2 mi)  | [ 48 ] |
| 6 de fevereiro  | 13h07         | 5,0 | –    | 17,1 km (10,6 mi) | [ 49 ] |
| 6 de fevereiro  | 13h39         | 5,1 | –    | 10,0 km (6,2 mi)  | [ 50 ] |
| 6 de fevereiro  | 13h44         | 5,0 | –    | 10,0 km (6,2 mi)  | [ 51 ] |
| 6 de fevereiro  | 15h14         | 5,3 | –    | 10,0 km (6,2 mi)  | [ 52 ] |
| 6 de fevereiro  | 15h33         | 5,2 | –    | 8,8 km (5,5 mi)   | [ 53 ] |
| 6 de fevereiro  | 16h43         | 5,0 | VI   | 10,0 km (6,2 mi)  | [ 54 ] |
| 6 de fevereiro  | 18h04         | 5,3 | VI   | 10,0 km (6,2 mi)  | [ 55 ] |
| 6 de fevereiro  | 20h38         | 5,3 | III  | 10,0 km (6,2 mi)  | [ 56 ] |
| 6 de fevereiro  | 20h44         | 5,0 | –    | 10,0 km (6,2 mi)  | [ 57 ] |
| 6 de fevereiro  | 21h58         | 5,1 | II   | 10,0 km (6,2 mi)  | [ 58 ] |
| 7 de fevereiro  | 03h13         | 5,5 | VII  | 10,0 km (6,2 mi)  | [ 59 ] |
| 7 de fevereiro  | 07h11         | 5,4 | VII  | 10,0 km (6,2 mi)  | [ 60 ] |
| 7 de fevereiro  | 10h18         | 5,4 | VII  | 10,0 km (6,2 mi)  | [ 61 ] |
| 7 de fevereiro  | 15h48         | 5,0 | VII  | 8,3 km (5,2 mi)   | [ 62 ] |
| 7 de fevereiro  | 18h10         | 5,3 | IV   | 18,1 km (11,2 mi) | [ 63 ] |
| 8 de fevereiro  | 11h11         | 5.4 | VI   | 7,5 km (4,7 mi)   | [ 64 ] |
| 8 de fevereiro  | 14h20         | 5.1 | –    | 5,9 km (3,7 mi)   | [ 65 ] |
| 16 de fevereiro | 19h47         | 5.2 | V    | 10,0 km (6,2 mi)  | [ 66 ] |
| 18 de fevereiro | 22h31         | 5.0 | III  | 10,1 km (6,3 mi)  | [ 67 ] |
| 20 de fevereiro | 17h04         | 6.3 | VIII | 16,0 km (9,9 mi)  | [ 68 ] |

## Danos e vítimas

### Turquia

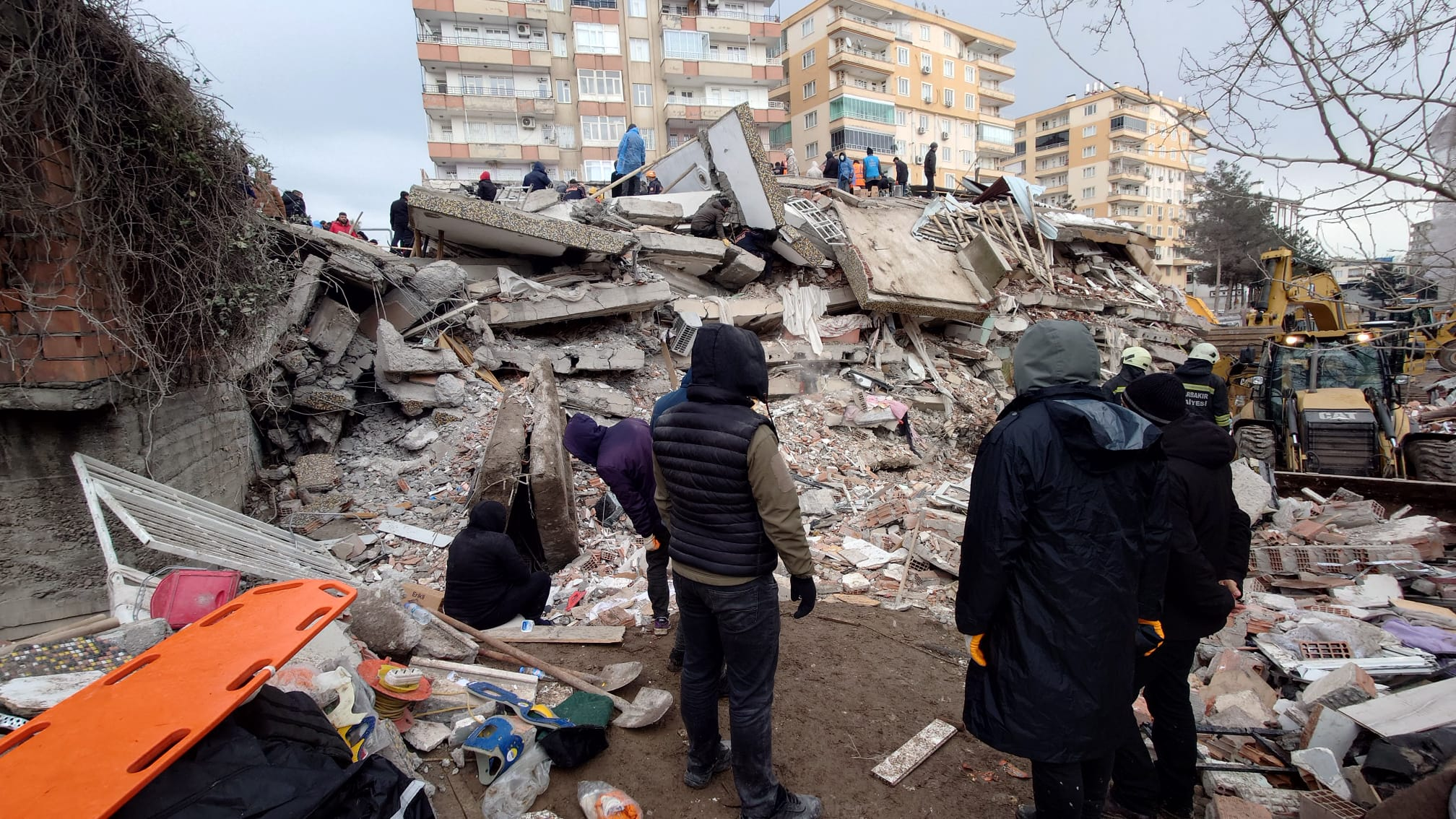
O desabamento de um centro comercial na província de Diyarbakır.

Na Turquia, pelo menos 50 mil pessoas morreram em 11 das 17 províncias do país e outras 108 500 ficaram feridas. Algumas pessoas que ficaram presas sob os escombros transmitiram ao vivo seus pedidos de ajuda nas redes sociais.

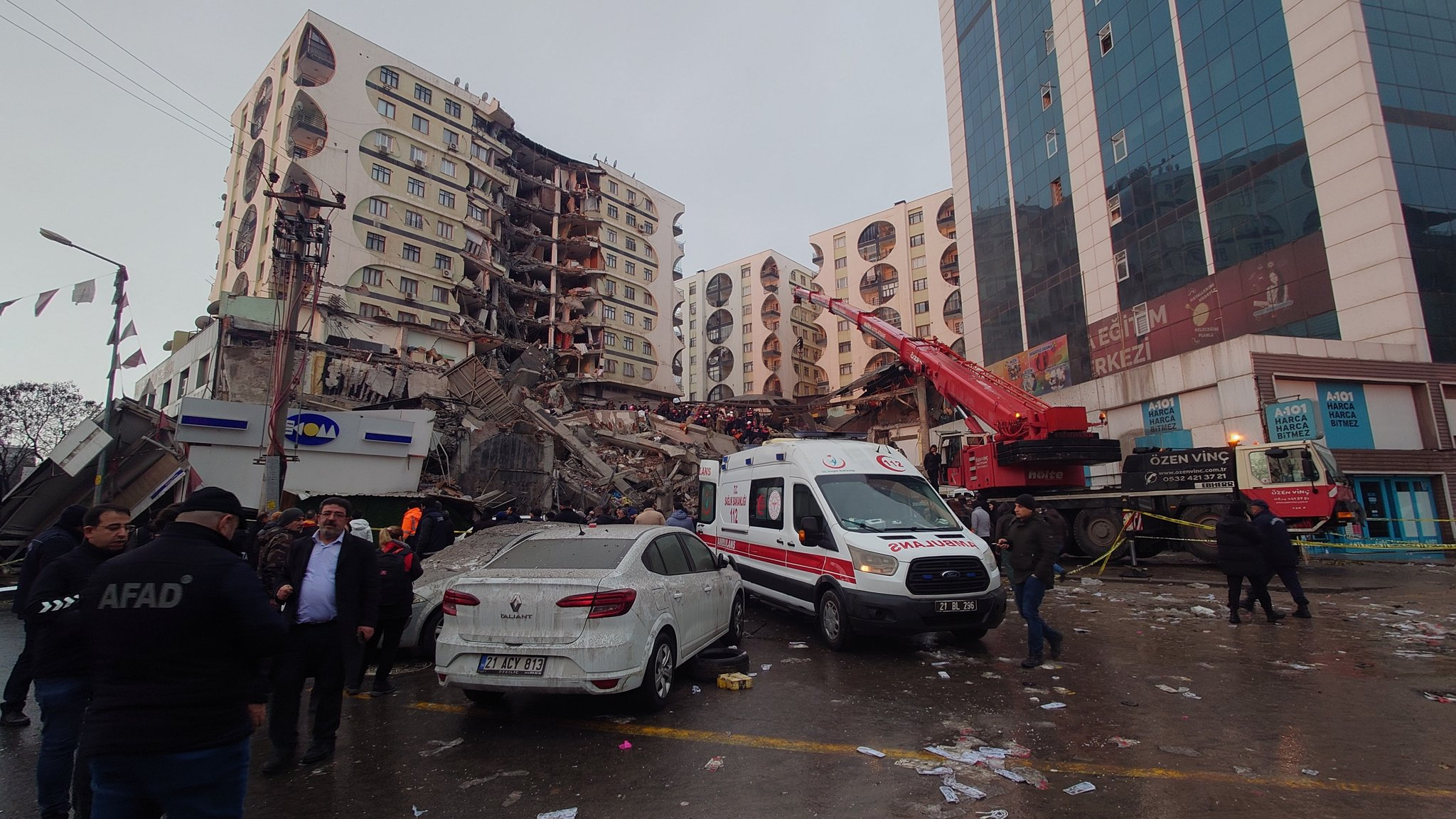
Destruição do centro comercial Galeria Business Center em Diyarbakır.

Antes do sismo de magnitude 7,7 atingir Kahramanmaras, pelo menos 70 mortes tinham sido confirmadas na cidade. Na província de Hatay, 520 pessoas morreram, 700 ficaram feridas e um número desconhecido de pessoas ficaram presas sob os escombros de prédios desabados. Pelo menos 106 mortes e 1.941 feridos foram relatados em Malatya.
Vários indivíduos proeminentes foram listados como desaparecidos após o sismo. Isso inclui o ala ganês do Hatayspor, Christian Atsu, o diretor esportivo Taner Savut, que se acreditava ter ficado preso quando os aposentos de seu clube desabaram em Antakya, e o goleiro do Yeni Malatyaspor, Ahmet Eyüp Türkaslan.
No total, cerca de 164 mil edifícios desabaram em dez províncias da Turquia. Muitos edifícios foram destruídos em Adıyaman e Diyarbakır. Em Diyarbakır, um centro comercial desabou. O governador de Osmaniye disse que 34 prédios na província desabaram.
Cerca de 130 colapsos de prédios também ocorreram em Malatya. Uma conhecida mesquita do século XIII na província desabou parcialmente. O antigo Castelo de Gaziantep foi seriamente danificado. Incêndios eclodiram em toda a região.
Em Adana, dois prédios de apartamentos, um deles de 17 andares, desabou, matando pelo menos dez pessoas. Na província de Hatay, a pista do aeroporto de Hatay foi dividida e elevada. Dois hospitais provinciais e uma delegacia de polícia foram destruídos

### Síria

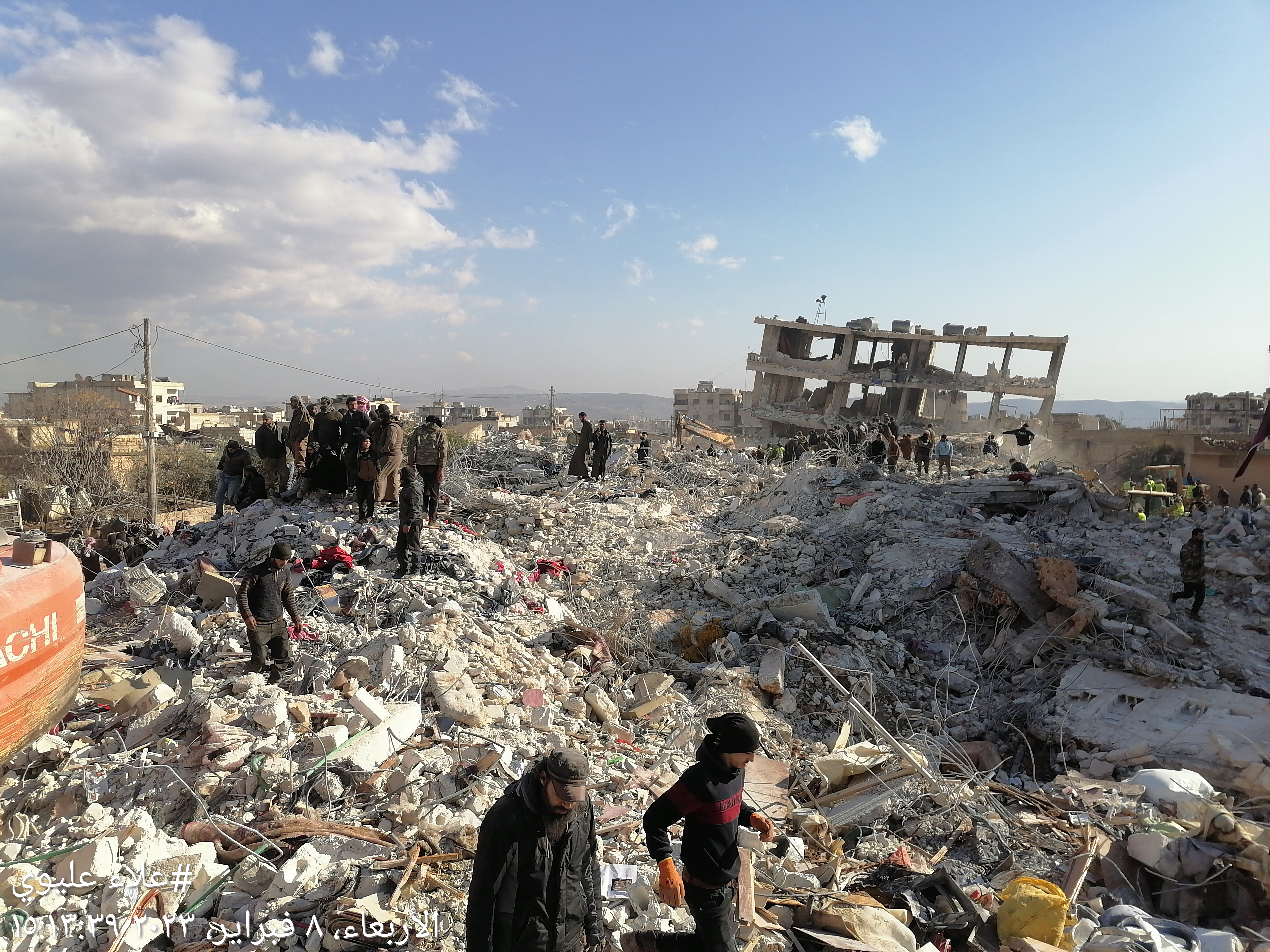
Destruição na região de Alepo.

Pelo menos 8 mil pessoas morreram e mais de 14 mil ficaram feridas na Síria. O Ministério da Saúde sírio registrou 711 mortes relacionadas ao sismo e 1 089 feridos em áreas controladas pelo governo; inclusive nas províncias de Aleppo, Latakia, Hama e Tartus. Mais de 200 morreram nas cidades de Aleppo, Hama e Latakia. Nas áreas controladas pelos rebeldes, pelo menos 733 pessoas morreram e outras 419 ficaram feridas. Na aldeia de Atmed, 11 pessoas morreram e muitos moradores foram enterrados. Além disso, civis ficaram presos sob os escombros por horas devido à falta de equipes de resgate em várias aldeias como em Atarib, Besnia, Jindires, Maland, Salqin e Sarmada. Um homem perdeu doze membros de sua família em Jindires.
O presidente da Sociedade Médica Sírio-Americana, Amjad Rass, disse que as salas de emergência estavam lotadas de feridos. Na província de Idlib, um hospital recebeu 30 corpos. Outros 1 089 ficaram feridos em áreas controladas pelo governo, enquanto em áreas controladas por rebeldes, o número de feridos ficou em 419. O jogador de futebol sírio Nader Joukhadar, que jogava pela seleção nacional, foi morto ao lado de seu filho quando sua casa desabou em Jableh.
A Defesa Civil Síria classificou a situação no noroeste do país como "desastrosa". Muitos prédios desabaram e pessoas ficaram presas. Colapsos ocorreram nas cidades de Aleppo, Latakia e Hama. Em Damasco, muitas pessoas fugiram de suas casas para as ruas. Muitos edifícios na Síria já haviam sido danificados por uma guerra civil de cerca de 12 anos. O castelo Margate, construído pelos cruzados, sofreu danos, com parte de uma torre e partes de algumas paredes desmoronando. A Cidadela de Aleppo também foi afetada.

### Outros países
No Líbano, os moradores foram acordados de seu sono. Prédios no país tremeram por até 40 segundos. Em Beirute, os moradores fugiram de suas casas e permaneceram nas ruas ou dirigiram seus veículos para fugir dos prédios. No geral, os danos no Líbano foram limitados, com alguns edifícios afetados nas cidades de El Minniyeh, El Minya e Bourj Hammoud.
Em Ashdod, Israel, um prédio foi evacuado depois que rachaduras foram observadas em um pilar, e em Nicósia, Chipre, a parede de uma casa desabou, danificando dois veículos próximos.
O sismo também foi sentido até Chipre. O Centro Sismológico Euro-Mediterrânico disse que tremores foram sentidos na Grécia, Jordânia, Palestina, Israel, Iraque, Romênia, Geórgia e Egito. No Iraque e na Região Autônoma do Curdistão, muitos residentes ficaram do lado de fora enquanto esperavam por um anúncio de que era seguro voltar para suas casas.

### Estimativa de perdas
De acordo com um professor de geofísica do Observatório Kandilli, o número de mortos pode ser semelhante ao Sismo de İzmit de 1999, no qual 18 373 pessoas morreram. O serviço PAGER do Serviço Geológico dos Estados Unidos estimou uma probabilidade de 34% de mortes entre 100 e 1 000 e 31% de probabilidade de mortes entre 1 000 e 10 000. O serviço estimou uma probabilidade de 35% de perdas econômicas entre 1 bilhão e 10 bilhões de dólares. Enquanto isso, o Risklayer estimou um número de mortos entre 5 200 e 48 500 e uma perda econômica de cerca de 20 bilhões de dólares.

## Alerta de tsunami
Pequenas ondas de tsunami foram registradas na costa de Famagusta, Chipre, sem danos, de acordo com o Departamento de Pesquisa Geológica.
O Departamento de Proteção Civil da Itália emitiu um alerta, que foi posteriormente retirado, relatando o risco de possíveis ondas de tsunami atingirem as costas da Sicília, Calábria e Apúlia. Os residentes costeiros nas regiões mencionadas foram aconselhados a fugir para terrenos mais altos e seguir as autoridades locais, enquanto a operadora ferroviária estatal Trenitalia suspendeu temporariamente os serviços ferroviários nas áreas, que foram retomados mais tarde na mesma manhã.

## Consequências

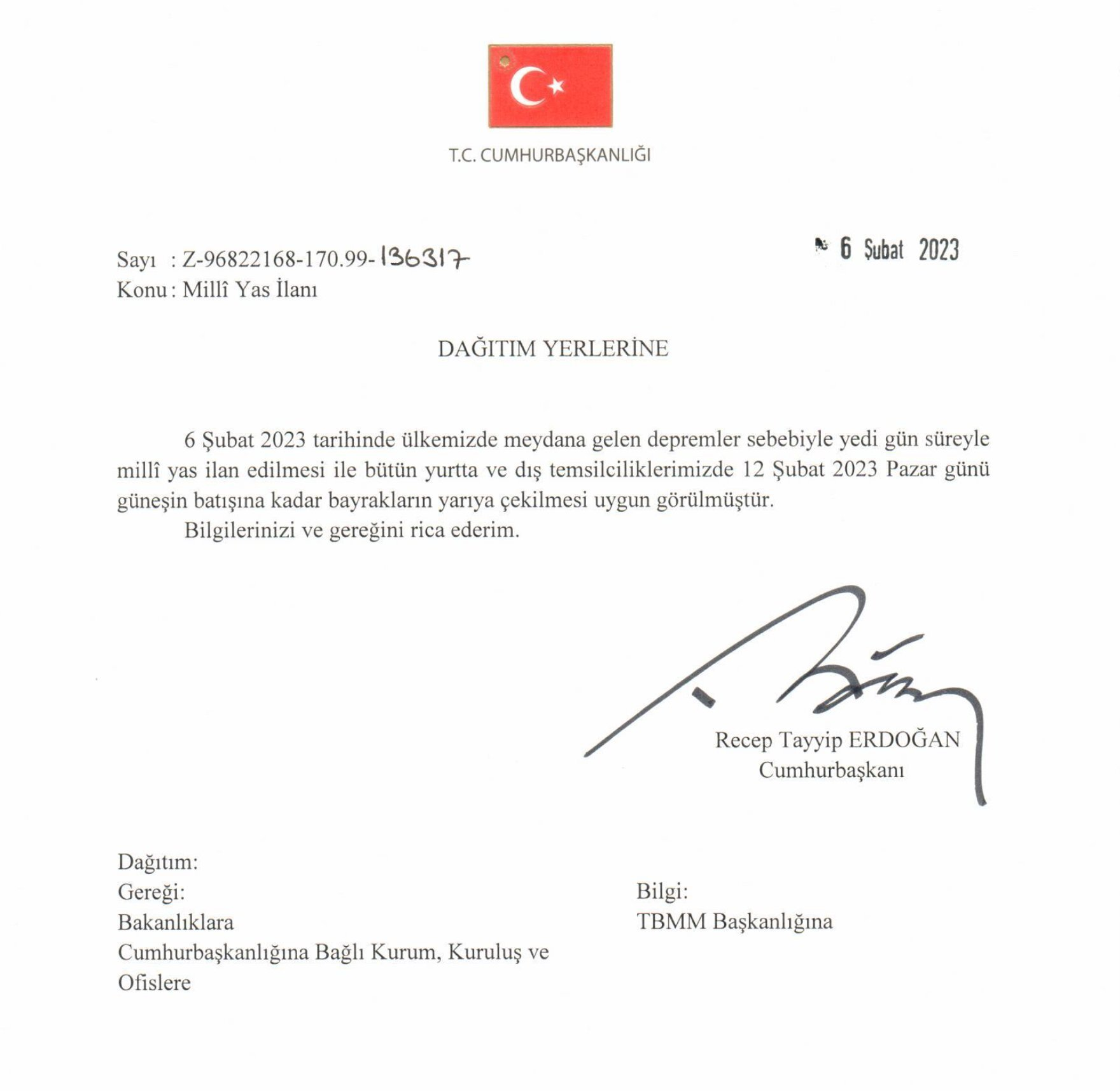
Decisão do presidente de luto nacional de 7 dias

Após os sismos, o valor da lira turca atingiu uma baixa recorde de 18,85 em relação ao dólar estadunidense. As bolsas de valores turcas caíram; o principal índice de referência das ações caiu até 5 por cento e os bancos caíram 5,5 por cento, mas se recuperaram das perdas. A principal bolsa de valores do país caiu 1,35 em 6 de fevereiro.
Os primeiros relatórios das autoridades turcas disseram que mais de 5 600 edifícios foram destruídos, incluindo um hospital estadual na cidade de Iskanderun. Várias dezenas de milhares de pessoas na Turquia e na Síria ficaram desabrigadas e passaram a noite no frio. Mesquitas na Turquia foram usadas como abrigos para pessoas incapazes de voltar para suas casas em meio a temperaturas congelantes. Em Gaziantepe, as pessoas buscaram refúgio em centros comerciais, estádios, centros comunitários e mesquitas. O presidente Recep Erdoğan declarou 7 dias de luto nacional.
Devido às temperaturas abaixo de zero nas áreas afetadas na Turquia e na Síria, o prefeito de Hatay Lütfü Savaş alertou sobre o risco de hipotermia.

## Reações

### Turquia

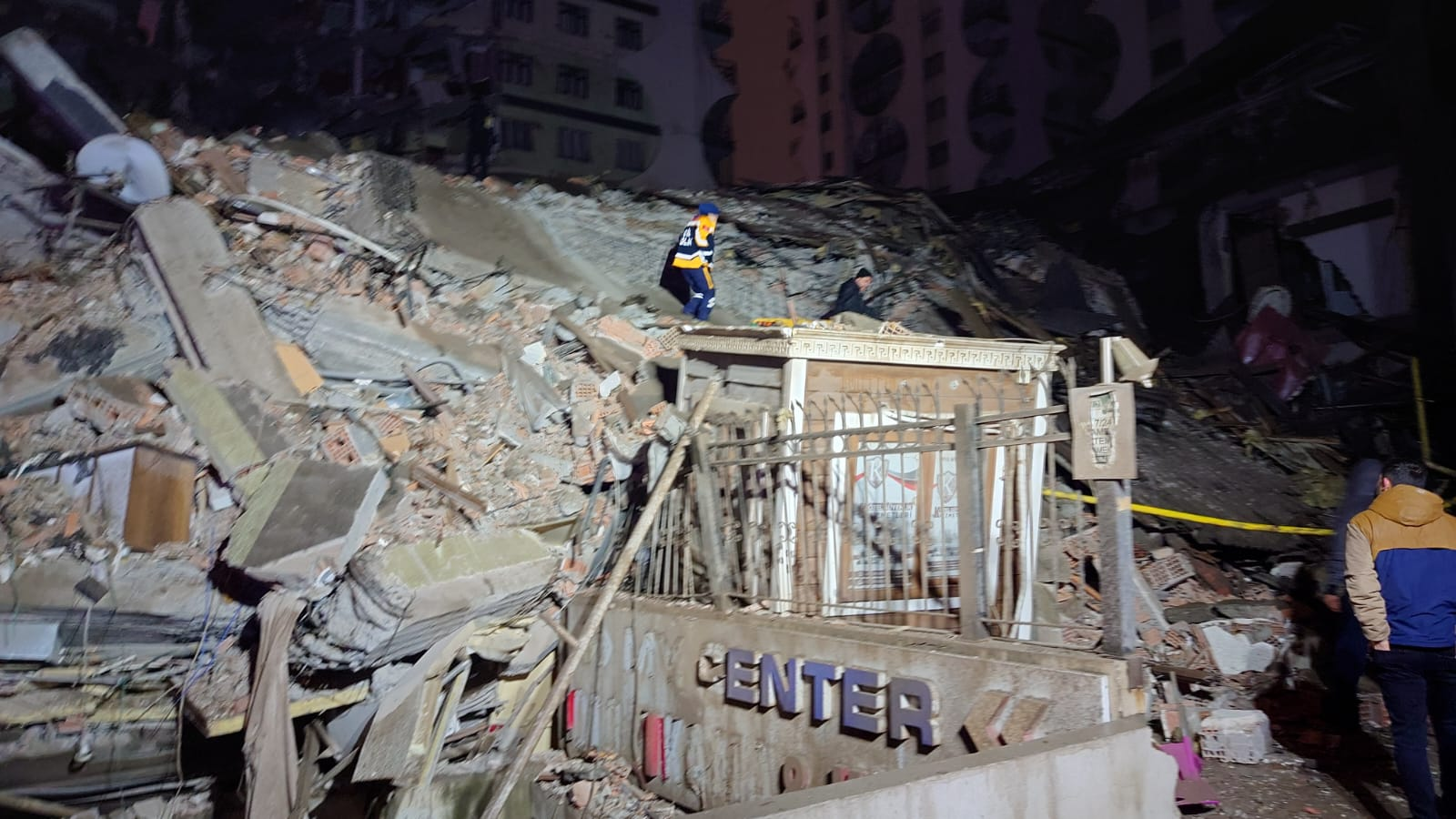
Os destroços de um prédio desabado, Diyarbakır, Turquia.

O presidente Recep Tayyip Erdoğan disse no Twitter que "equipes de busca e resgate foram enviadas imediatamente" à área afetada. O Ministro do Interior Süleyman Soylu instou os moradores a absterem-se de entrar nos prédios danificados.
O governo nacional declarou um "alerta de nível quatro" para apelar à ajuda internacional. De acordo com a Presidência de Gerenciamento de Emergências e Desastres, um total de 9 698 equipes de busca e resgate foram enviados à área. Um "corredor de ajuda aérea" foi estabelecido pelas Forças Armadas da Turquia para mobilizar equipes de busca e salvamento. Muitas aeronaves militares, incluindo uma aeronave Airbus A400M, transportaram equipes e veículos de busca e resgate para a área. Também foram enviados alimentos, cobertores e equipes psicológicas.
Em comunicado oficial, o Ministro da Juventude e Esportes, Mehmet Kasapoğlu, anunciou que todos os campeonatos nacionais seriam suspensos com efeito imediato, até novas comunicações.
Os serviços de emergência na Turquia correram para procurar sobreviventes presos sob muitos edifícios desmoronados. Pelo menos 2 470 pessoas foram resgatadas dos escombros. Em Adana, podiam-se ouvir as pessoas gritando sob os escombros. Guindastes e equipes de emergência em Diyarbakir atenderam a um prédio de apartamentos em forma de panqueca. As Forças Armadas turcas estabeleceram um corredor aéreo para permitir que as equipes de busca e salvamento cheguem às zonas de desastre o mais rápido possível.
As más condições climáticas, incluindo neve, chuva e temperaturas congelantes, interromperam os esforços de busca e resgate realizados por equipes de resgate e civis. Equipes de resgate e voluntários usavam roupas de inverno enquanto procuravam por sobreviventes.

### Síria
A Defesa Civil Síria, da oposição, descreveu a situação como "desastrosa" e instou os moradores a deixarem os prédios e ficarem ao relento. A organização declarou estado de emergência não oficial. A mídia síria relatou um grande número de edifícios desabando no norte da província de Aleppo, bem como vários na cidade de Hama. Em Damasco, muitas pessoas fugiram de suas casas às ruas. O National Earthquake Center disse que o sismo é "o maior sismo registrado" em sua história operacional. De acordo com a SANA, a agência de notícias estatal, o presidente Bashar al-Assad realizou uma reunião de emergência com seu gabinete para organizar um plano de resgate nas regiões mais atingidas.

### Esforço humanitário internacional

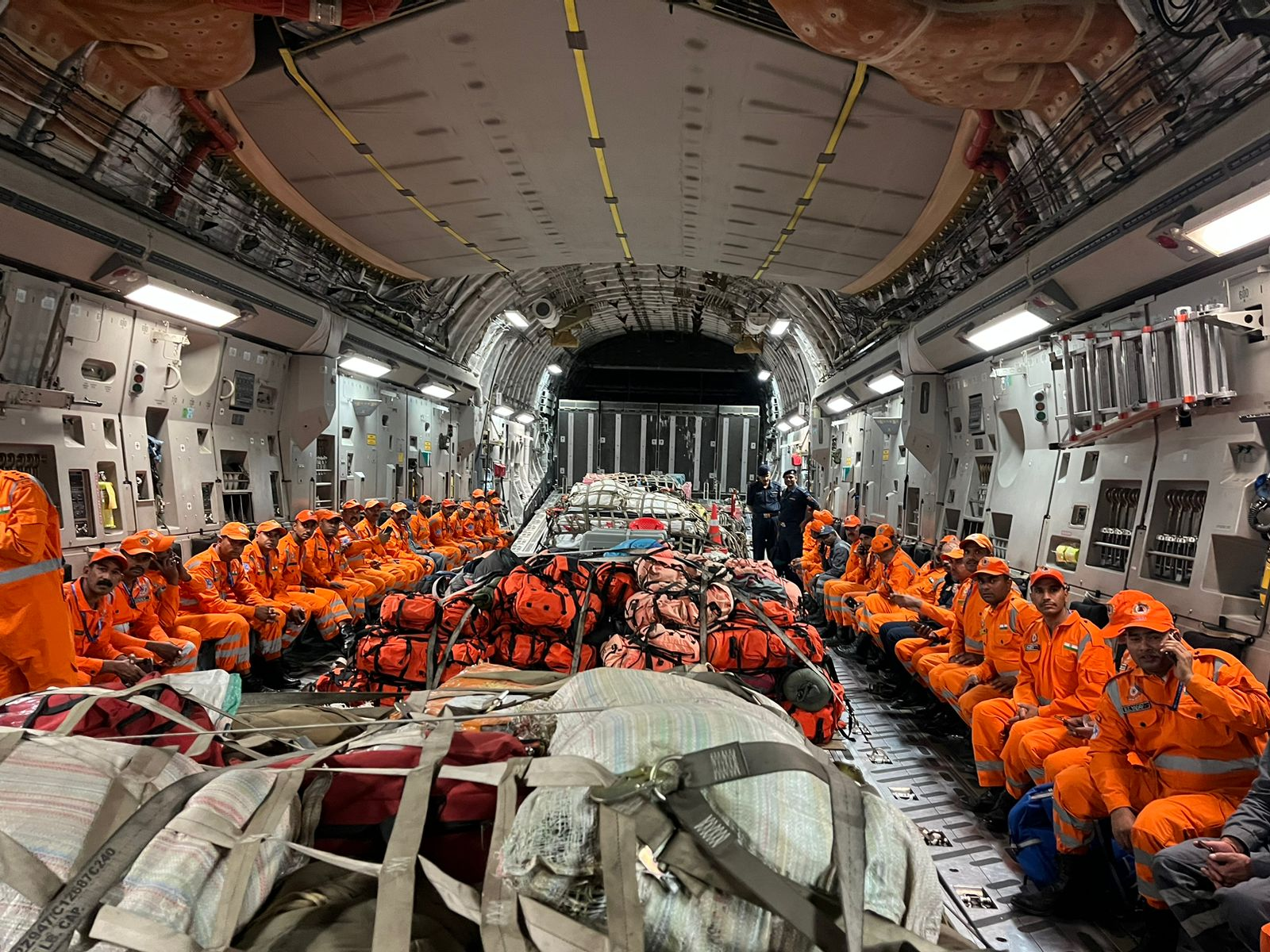
A Força Aérea Indiana transporta o Conselho Nacional de Gestão e Redução do Risco de Desastres.

#### Países
Líderes de muitos países ofereceram condolências. Eis os que ofereceram apoio prático:
- O primeiro-ministro da Albânia, Edi Rama, disse que uma "missão de resgate de solidariedade" partiria em 6 de fevereiro.
- O primeiro-ministro da Armênia, Nikol Pashinyan, disse que a Armênia está pronta a fornecer assistência.[138]
- O presidente do Azerbaijão, Ilham Aliyev, anunciou que enviará uma equipe de busca e salvamento de 370 pessoas para a Turquia.[139]
- O Itamaraty anunciou, num comunicado oficial, que está providenciando ajuda humanitária às populações afetadas pelo terremoto.[140]
- A China declarou que está pronta para enviar ajuda à Turquia.[141]
- O primeiro-ministro tcheco, Petr Fiala, disse: a República Tcheca "ajudará a Turquia por meio dos 68 membros da equipe USAR que partirão hoje às 14h."[142]
- Uma declaração por escrito disse que "o Egito está pronto para ajudar a enfrentar este desastre".[143]
- O presidente de El Salvador, Nayib Bukele, disse: "Meu governo está pronto para fornecer toda a assistência necessária ao governo do presidente Erdoğan".[144]
- O presidente da França, Emmanuel Macron, disse que o país gálico está pronto a fornecer ajuda de emergência às populações e acrescentou que seus pensamentos estão com as famílias enlutadas.[134]
- O chanceler alemão, Olaf Scholz, e a ministra das Relações Exteriores, Annalena Baerbock, prometeram ajuda.[134]
- O primeiro-ministro da Grécia, Kyriakos Mitsotakis, disse que o país está "mobilizando seus recursos e ajudará imediatamente".[145] Uma equipe de 21 bombeiros, 2 cães de resgate e um veículo especial de resgate foram enviados de Elefsina à Turquia num Lockheed C-130 Hercules. Seguindo a equipe estava um oficial-engenheiro do corpo de bombeiros, 5 médicos e socorristas do Centro Nacional de Atendimento de Emergência.[146]
- O primeiro-ministro, Narendra Modi, disse que a Índia "está pronta a oferecer toda a assistência possível para se lidar com esta tragédia".[147] Duas equipes da Força Nacional de Resposta a Desastres da Índia, compostas por 100 pessoas com esquadrões de cães e equipamentos especialmente treinados, estavam prontas para voar à área do desastre para operações de busca e resgate. Equipes médicas estavam sendo preparadas e material de socorro enviado em coordenação com as autoridades turcas.[148]
- O porta-voz do Ministério das Relações Exteriores, Nasser Kanaani, disse: "Como Irã, estamos prontos para enviar equipes de saúde e ajuda aos nossos vizinhos Turquia e Síria, com quem temos boas relações, de acordo com os direitos humanitários, morais, religiosos e de vizinhança".[149]
- O ministro da Defesa de Israel, Yoav Gallant, disse que o país está pronto a oferecer assistência. Ordenou às Forças de Defesa de Israel e ao Ministério da Defesa prepararem-se para fornecer apoio de emergência por meio das unidades internacionais de resgate do Comando da Frente Interna.[150]
- O ministro das Relações Exteriores, Antonio Tajani, disse: "Acabei de ter-me com o ministro das Relações Exteriores da Turquia, Mevlüt Çavuşoğlu, para expressar a proximidade da Itália e ter nossa proteção civil pronta." Na declaração feita pelo Ministério das Relações Exteriores da Itália, "o ministro Tajani reuniu-se com o ministro das Relações Exteriores da Turquia, Mevlüt Çavuşoğlu, expressou a solidariedade da Itália e ofereceu a assistência de nossa defesa civil".[151]
- A NHK informou que o Japão enviará uma equipe de busca e resgate para ajudar nos esforços atuais.[152]
- A presidente Vjosa Osmani disse: "Estamos prontos para fornecer a assistência necessária por meio da Força de Segurança do Kosovo para superar as consequências do desastre."[153]
- O primeiro-ministro da Malásia, Anwar Ibrahim, aprovou o envio de 75 membros da equipe de busca e resgate SMART para ajudar nos esforços de socorro.[154]
- O ministro das Relações Exteriores, Wopke Hoekstra, anunciou que os Países Baixos enviarão uma equipe de busca e resgate à Turquia.[155]
- O primeiro-ministro português, António Costa, disse em sua conta no Twitter: "Portugal se solidariza com eles e estamos prontos para ajudar, em coordenação com os nossos parceiros." disse. No dia 8 de fevereiro, partiu para a Turquia uma equipa de resgate composta por 53 elementos da Guarda Nacional Republicana, Proteção Civil, Bombeiros sapadores e médicos do INEM.[156][157]
- O Catar prometeu equipes de resgate e suprimentos de emergência.
- Duas aeronaves da Força Aérea Romena que têm a bordo equipas especializadas em intervenções de busca e salvamento da Inspeção Geral para Situações de Emergência (IGSU) da Roménia, compostas por 58 membros, 2 cães de salvamento e equipamento especializado relacionado, partiram para a Turquia em 6 de fevereiro.[158][159]
- "A Eslováquia participará da ajuda à Turquia após o devastador sismo que ceifou centenas de vidas", anunciou o primeiro-ministro interino Eduard Heger. Disse que treze bombeiros eslovacos e dois socorristas com cães viajarão àTurquia.[160]
- O presidente russo, Vladimir Putin, disse que a Rússia está pronta para "fornecer a assistência necessária para lidar com as consequências deste desastre natural". O Ministério de Situações de Emergência da Rússia disse que dois aviões de transporte aéreo e aeronaves de combate a incêndios (aviões de carga Ilyushin Il-76)[161] com 100 equipes de resgate estavam de prontidão para ajudar nos esforços de socorro.[162]
- O primeiro-ministro, Pedro Sánchez, disse: "a pedido do Mecanismo Europeu de Proteção Civil, o Ministério do Interior, através da Direção-Geral de Defesa Civil e Emergências, ativou a Unidade Militar de Emergência e transporte aéreo de emergência para apoio em missões de busca".[163]
- O ministro das Relações Exteriores, Tobias Billström, disse: "Como Presidência sueca da UE, entraremos em contato com Mevlüt Çavuşoğlu e a Síria para coordenar os esforços da UE para ajudar esses países neste desastre."[164]
- Tsai Ing-wen, presidente de Taiwan, anunciou uma doação de 200 000 dólares para ajuda humanitária.[165] O governo taiwanês então enviou uma equipe de 40 pessoas, 3 cães de resgate e 5 toneladas de equipamentos para auxiliar nas operações de resgate.[166]
- O presidente ucraniano Volodymyr Zelenskyy ofereceu assistência.[134]
- Os Emirados Árabes Unidos se comprometeram a montar um hospital de campanha na Turquia.
- O ministro das Relações Exteriores, James Cleverly, disse que 76 especialistas em busca e resgate, equipamentos e cães de resgate chegariam a Gaziantep.[167]
- Em comunicado, o conselheiro de segurança nacional Jake Sullivan disse que os Estados Unidos "estão prontos a fornecer toda e qualquer assistência necessária" e que o presidente Joe Biden instruiu a Agência dos Estados Unidos para o Desenvolvimento Internacional (USAID) a "avaliar as opções de resposta dos Estados Unidos".[168]
- O Ministério de Situações de Emergência anunciou que uma equipe de busca e resgate e ajuda humanitária será enviada à Turquia por ordem do presidente Mirziyoyev.[169]
- O presidente cazaque, Kassym-Jomart Toqayev, ofereceu assistência e ajuda de emergência à Turquia.

#### Organizações
- O secretário-geral da Liga Árabe, Ahmed Aboul Gheit, pediu ajuda internacional para ajudar os afetados por "esta catástrofe humanitária".[170]
- O Alto Representante da Comissão Europeia para os Negócios Estrangeiros e a Política de Segurança, Josep Borrell, e o Comissário Europeu para a Gestão de Crises, Janez Lenarčič, afirmaram em comunicado que dez equipas de resgate da Bulgária, Croácia, República Checa, França, Grécia, Malta, Holanda, Polónia e Roménia foram enviados para a Turquia.[170] O Programa Copernicus também foi ativado para fornecer serviços de mapeamento de emergência.[170]
- O secretário-geral da OTAN, Jens Stoltenberg, disse que os países membros da OTAN estavam mobilizando apoio.[134]
- O Diretor Regional da Organização Mundial da Saúde para a Europa, Hans Kluge, disse que os escritórios regionais da organização estão auxiliando nos esforços internacionais para transportar remédios e equipamentos de socorro.[170]
- REDOG, um serviço suíço de busca e resgate de cães, disse que planeja enviar 22 socorristas e 14 cães para a Turquia.[170]
- O CEO da SpaceX, Elon Musk, respondendo a um tweet sobre escassez de comunicação na Turquia, respondeu que: "O Starlink ainda não foi aprovado pelo governo turco. A SpaceX pode enviar assim que for aprovado."[171][172]